# American Bridge Company
American Bridge Company — американская строительная компания, специализирующаяся на постройке и реконструкции мостов, зданий и прочих массивных инженерных объектов.
История компании прослеживается с конца 1860-х годов, когда компания Keystone Bridge Works (англ.) построила в Сент-Луисе первый мост через реку Миссисипи — мост Идса. 14 апреля 1900 года из Keystone Bridge Works совместно с ещё 27 компаниями и банком J.P. Morgan & Co. был образован конгломерат American Bridge Company. В начале XX века он стал одним из крупнейших строителей мостов в США. В 1901 году компания была приобретена корпорацией U.S. Steel и находилась под её управлением вплоть до 1987 года.
Во время Второй мировой войны American Bridge Company произвела компоненты для 43 авианосцев и 81 грузового судна. После войны компания вновь перепрофилировалась на постройку мостов. В 1988 году она была продана тайваньскому строительному холдингу Continental Engineering Corporation.
Среди проектов, активное участие в которых принимала American Bridge Company: небоскрёбы Уиллис-тауэр в Чикаго и Эмпайр-стейт-билдинг и Крайслер-билдинг в Нью-Йорке, а также мосты Веррацано-Нарроус в Нью-Йорке, Макинак на севере штата Мичиган, а также мост между Сан-Франциско и Оклендом.

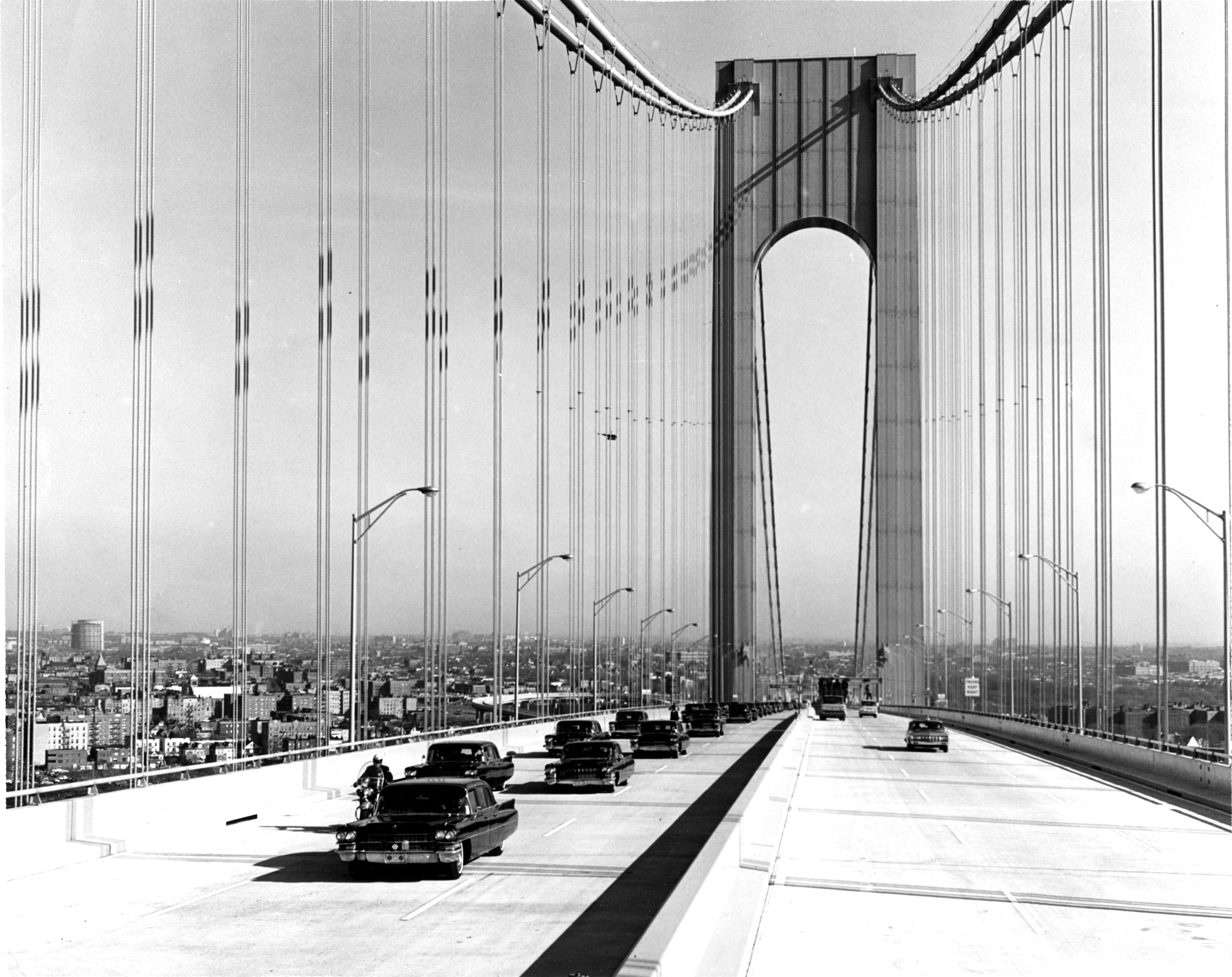
Веррацано-Нарроус сразу после открытия, 1964 год
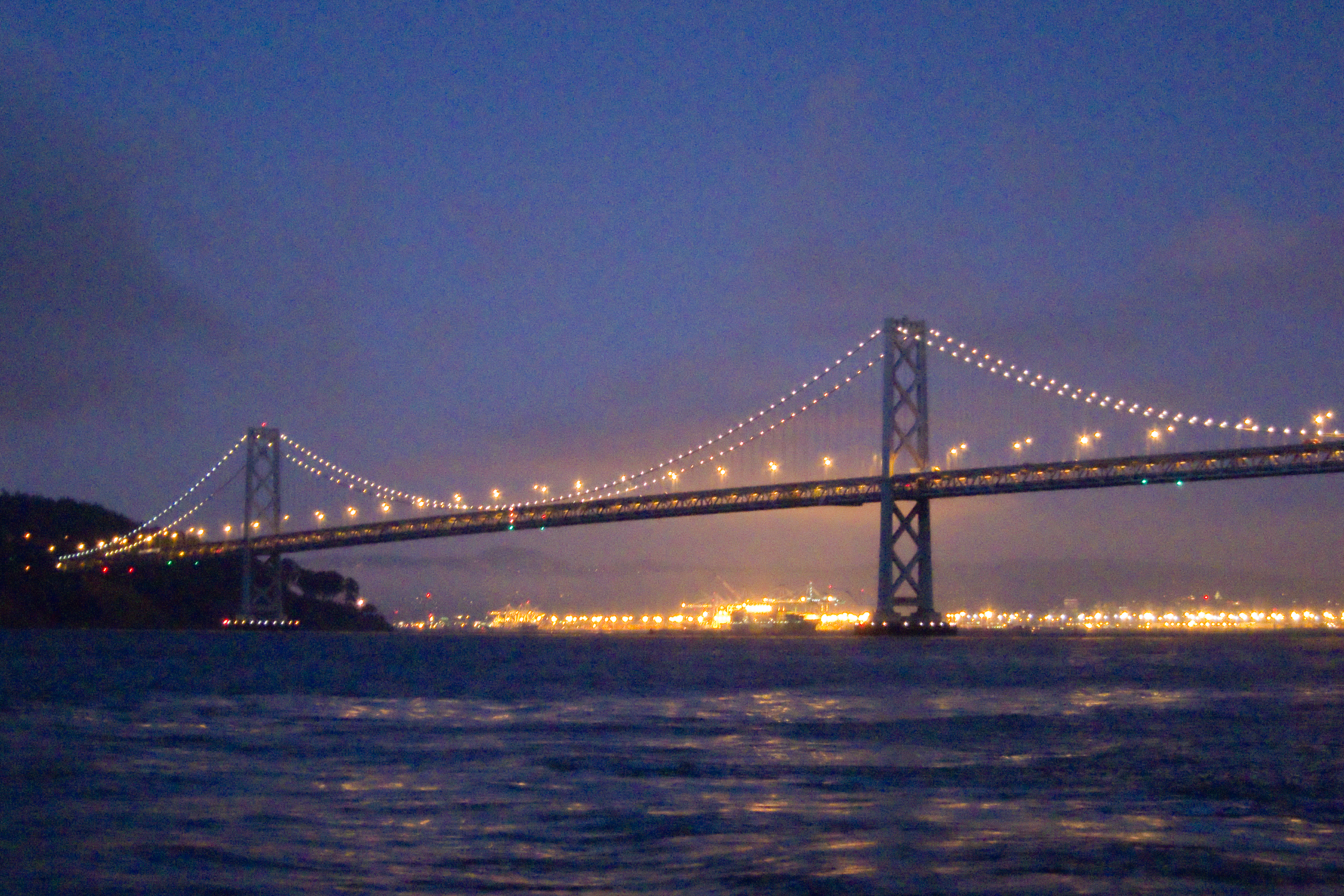
Мост между Сан-Франциско и Оклендом
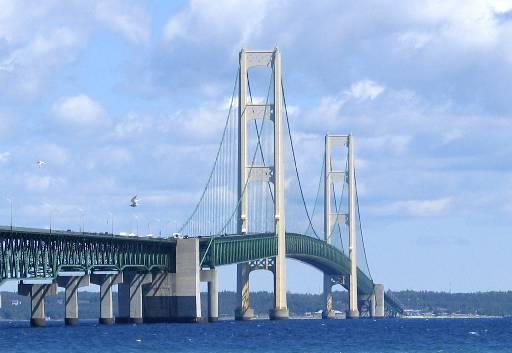
Мост Макинак